# Ajakides z Epiru
Ajakides (gr: Aἰακίδης, Aίakίdēs) (ur. ok. 355, zm. 312 p.n.e.) – król Epiru z dynastii Ajakidów razem z kuzynem Neoptolemosem II w latach 325-317 p.n.e., samodzielnie od 313 p.n.e. do swej śmierci. Młodszy syn króla epirockich Molossów Arybbasa i królowej Troas.
W r. 325 p.n.e. Ajakides został dopuszczony do władzy w Epirze dzięki regentce Olimpias, siostrze stryjecznej i zarazem ciotce. Rządził razem z kuzynem Neoptolemosem II. Ci trzej rządzili razem do r. 317 p.n.e., kiedy to Olimpias naruszyła ład na zachodzie zaprowadzony przez jej męża Filipa II i syna Aleksandra, wyprowadzając wojsko Molossów przeciw Macedonii i królowi Filipowi III Arridajosowi. Ajakides we wszystkim był jej posłuszny. Pospieszył jej z pomocą wojskową na wojnę mimo oporu ze strony Epirotów. Zwycięska Olimpias kazała zamordować Filipa III Ariddajosa. Z tego powodu Kassander, podporządkowując sobie Przymierze Epirockie i włączając doń plemię Chaonów z północnego Epiru, osadził w Epirze, jako gubernatora, Lykiskosa. Ten, jako „strażnik i dowódca” (epimelētēs kai stratēgos), zastępował króla Neoptolemosa II. Epiroci z nienawiści do Olimpias na początku nie przyjęli Ajakidesa. Po pewnym czasie, z powodu uciążliwości panowania macedońskiego, przebaczyli mu w r. 313 p.n.e. W ten sposób mógł ponownie wstąpić na tron. Kassander jednak sprzeciwił się jego powrotowi do władzy. Doszło do bitwy między Filipem, bratem Kassandra, a Ajakidesem. Pod Ojniadami (miasto w Akarnanii) król Epiru został zraniony i niedługo potem zmarł w r. 312 p.n.e. Epiroci wezwali wówczas na tron Alketasa II, starszego brata zmarłego.
Ajakides był żonaty z Ftią II, córką Menona z Farsalos, obywatela miasta Farsalos (Tesalia). Miał z nią troje dzieci: sławnego syna Pyrrusa, przyszłego króla Epiru, oraz dwie córki: Dejdamię i Troas. 